# Sof'ja Tichonova
Sof'ja Dmitrievna Tichonova, accreditata come Sofia Tikhonova dalla FIS (in russo Софья Дмитриевна Тихонова?; San Pietroburgo, 16 novembre 1998), è una saltatrice con gli sci russa.

## Biografia

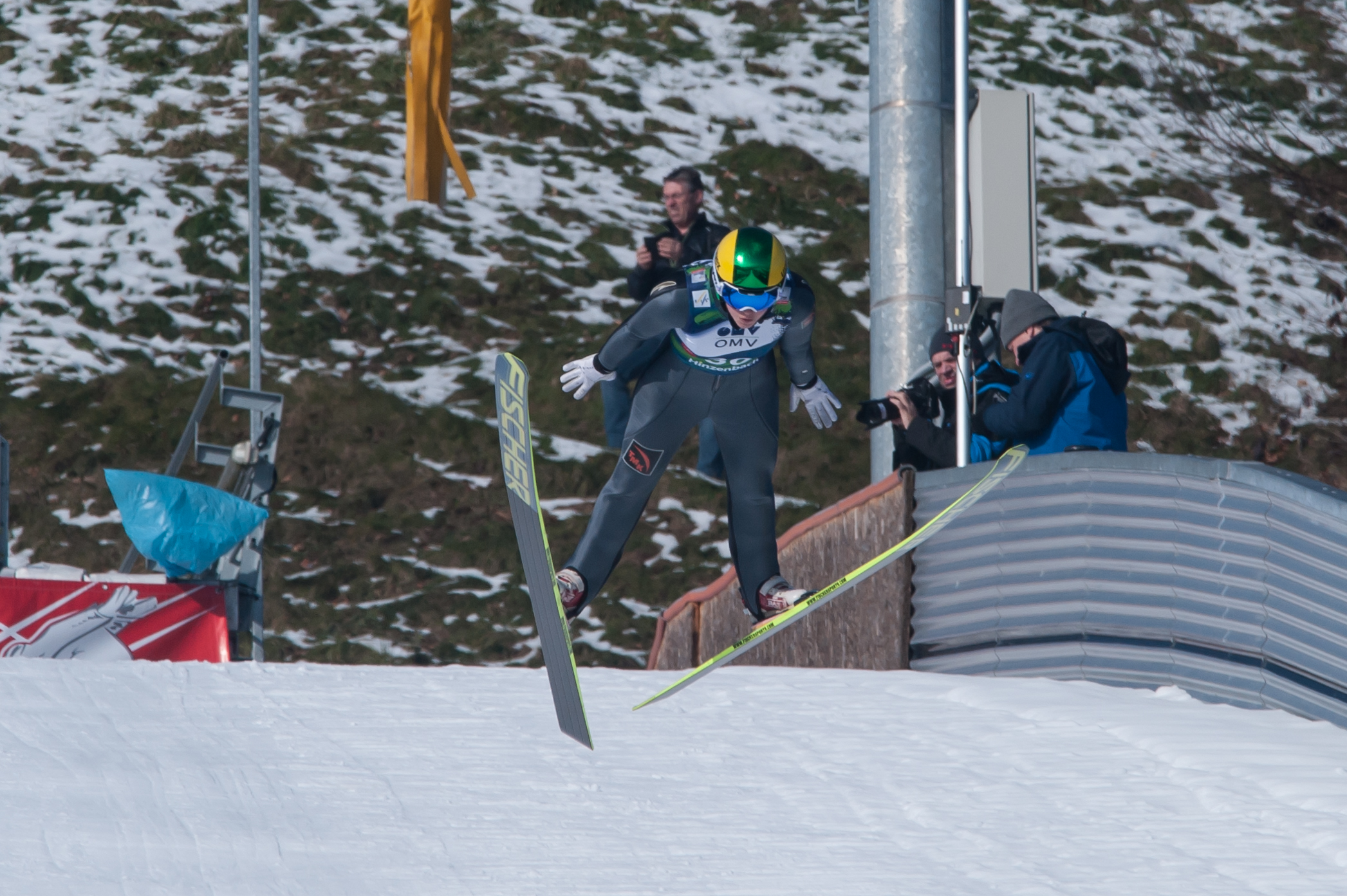
Sof'ja Tichonova in gara a Hinzenbach nel 2015

Ha esordito in Coppa Continentale, la massima competizione femminile di salto prima dell'istituzione della Coppa del Mondo nella stagione 2012, il 7 dicembre 2010 a Rovaniemi (38ª) e in Coppa del Mondo il 7 dicembre 2013 a Lillehammer, classificandosi 33ª. Il 16 febbraio 2014 ha colto a Lahti il primo podio in Coppa Continentale (3ª). Ha debuttato ai Campionati mondiali a Falun 2015, dove è stata 20ª nella gara individuale e 6ª in quella a squadre mista; nella successiva rassegna iridata di Lahti 2017 si è classificata 26ª nella gara individuale.
Il 16 dicembre 2017 a Hinterzarten ha ottenuto il primo podio in Coppa del Mondo (2ª) e ai XXIII Giochi olimpici invernali di Pyeongchang 2018, suo esordio olimpico, si è classificata 25ª nel trampolino normale; l'anno dopo ai Mondiali di Seefeld in Tirol è stata 20ª nel trampolino normale, 5ª nella gara a squadre e 7ª nella gara a squadre mista, mentre a quelli di Oberstdorf 2021 si è classificata 24ª nel trampolino normale, 23ª nel trampolino lungo e 6ª nella gara a squadre. Ai XXIV Giochi olimpici invernali di Pechino 2022 si è piazzata 26ª nel trampolino normale.

## Palmarès

### Mondiali juniores
- 4 medaglie:
  - 1 oro (individuale ad Almaty 2015)
  - 2 argenti (gara a squadre ad Almaty 2015; gara a squadre a Kandersteg-Goms 2018)
  - 1 bronzo (individuale a Râșnov 2016)

### Coppa del Mondo
- Miglior piazzamento in classifica generale: 15ª nel 2019
- 3 podi (tutti a squadre):
  - 2 secondi posti
  - 1 terzo posto

### Coppa Continentale
- Miglior piazzamento in classifica generale: 6ª nel 2013
- 1 podio:
  - 1 terzo posto